# Первомайский (Серовский муниципальный округ)
Первома́йский — посёлок в Свердловской области России, административно подчинённый городу Серову. Входит в Серовский муниципальный округ.
Ранее посёлок являлся административным центром Первомайского сельсовета Серовского района.

## Географическое положение
Посёлок Первомайский расположен в 48 километрах (по автотрассе в 80 километрах) к востоку от города Серова, на правом берегу реки Гусевки (правый приток реки Сотриной, речной бассейн Сосьвы), вблизи устья. В двух километрах к юго-юго-западу расположена железнодорожная станция Первомайск на ветке Сотрино — Боровой.

## Население
| 2002 | 2010 |
| ---- | ---- |
| 351  | ↘303 |